# Costa Azul, Nicaragua
Costa Azul är en liten badort vid Stilla havet i syvästra Nicaragua. Den ligger i kommunen San Rafael del Sur i departementet Managua.